# Honde Himal
Der Honde Himal (auch Hongde Himal) ist ein vergletscherter Berg im Himalaya in Nepal. 
Der Honde Himal bildet mit einer Höhe von 6556 m die höchste Erhebung im Mukut Himal, einem Gebirgsmassiv nördlich des Dhaulagiri Himal.
Der Honde Himal befindet sich 6,84 km nördlich des Sita Chuchura. Die vergletscherten Nordost-, Südost- und Südwestflanken werden zum östlich gelegenen Hidden Valley hin entwässert. Der Gletscher an der Nordflanke speist den nach Westen strömenden Mukot Khola. 
Die Erstbesteigung gelang einer japanischen Expedition von der Nihon-Universität im Jahr 1962. Am 28. Mai erklommen die Expeditionsteilnehmer Z. Hirayama, T. Miyahara und Shojiro Ishizaka sowie die beiden Sherpas Ang Temba und Ang Dawa den Gipfel.